# Centro subacquei dell'Arma dei Carabinieri
Il Centro subacquei dell'Arma dei Carabinieri è stato istituito il 17 luglio 1953 su due nuclei nell'ambito delle legioni di Genova e Napoli.
Costituito da personale altamente specializzato, è in grado di operare a supporto dei reparti della territoriale e di altre amministrazioni dello Stato.
Tra settori di intervento del Centro subacquei e dei suoi nuclei dipendenti distribuiti sul territorio sono:
- indagini giudiziarie,
- rilevamenti per la tutela dell'ambiente,
- assistenza a manifestazioni sportive,
- soccorso in caso di alluvioni.